# Avid Media Composer
Avid Media Composer és un sistema d'edició no lineal de pel·lícules i vídeos (NLE) i un producte insígnia d'Avid Technologies. Per primera vegada es va publicar com a sistema d'edició fora de línia per a Macintosh el 1989, l'aplicació ha evolucionat fins al punt en què es pot fer una edició de pel·lícules fora de línia i en línia, incloent vídeo SD sense comprimir, alta definició (HD), 2K, edició 4K i acabats.
Des de principis dels anys noranta, fins ara, Media Composer ha estat un important sistema d'edició desenvolupat primer per Mac i més tard per a Windows. Avid Newscutter, centrat en la sala de notícies i Avid Symphony per acabar, són tots els productes Avid derivats de Media Composer i Avid Express Pro (Xpress Pro, 2008). Va cessar el 2003 i comparteix una funcionalitat similar amb el seu predecessor, Avid Express DV.

## Història
Avid Film Composer es va introduir l'agost de 1992. Film Composer va ser el primer sistema d'edició digital no lineal que va capturar i editar de forma nativa a 24 velocitats. Steven Cohen va ser el primer editor que va utilitzar Film Composer per a una gran projecció cinematogràfica, a Lost in Yonkers.
A principis dels anys 90, es va desenvolupar el primer sistema no lineal basat en la plataforma Apple Macintosh i el maquinari NuVista de TrueVision. Aquesta solució va permetre per primera vegada reelaborar material de vídeo i àudio en un ordinador. En aquell moment, però, el desenvolupament tècnic del maquinari va establir els límits. No obstant això, per habilitar un processament, cal fer una compressió amb pèrdues de les dades de vídeo. Per tant, inicialment només era possible l'edició fora de línia. L'edició en línia a continuació, realitza en sistemes lineals o la taula de tall clàssic amb una llista de decisions (EDL).
El 2003, el maquinari Meridien va ser substituït pel maquinari ADN (digital non linear accelerator) connectat a través de FireWire, introduint la versió 1 de Media Composer HD. Això també va fer possible l'edició limitada de formats d'HD.

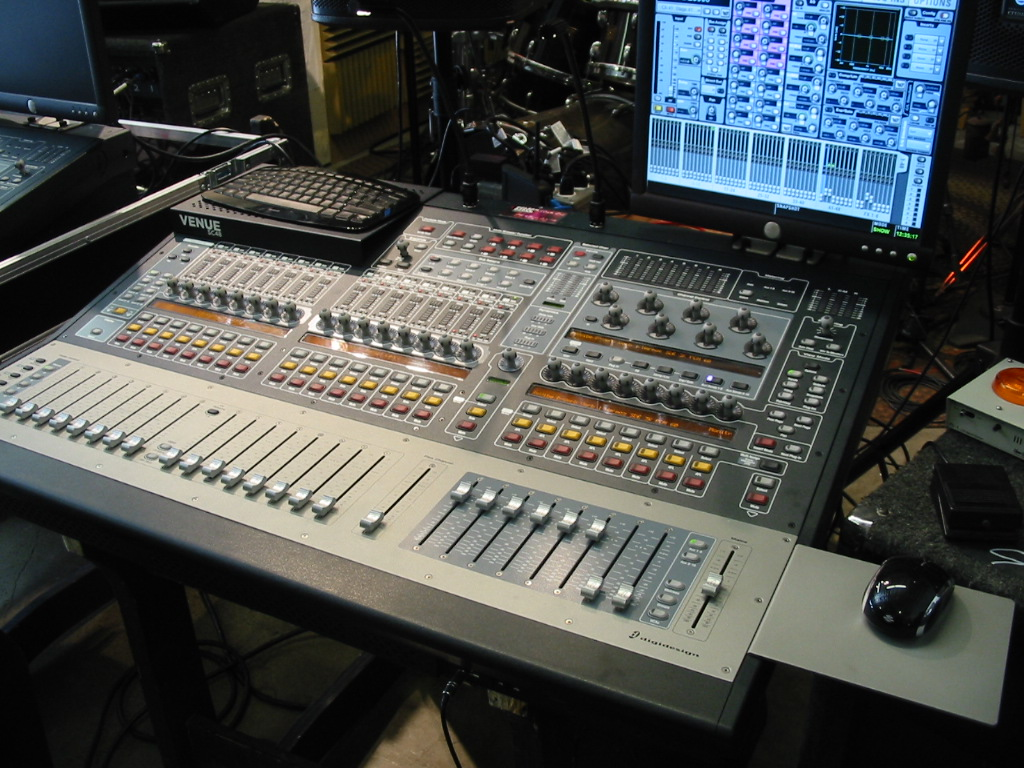
Mesclador Avid SC48

El 1994, l'Acadèmia de les Arts i les Ciències Cinematogràfiques va concedir al compositor de cinema Avid una placa per a Science & Technical Achievement. Sis persones van ser reconegudes en aquest esforç: Bill Warner, Eric Peters, Joe Rice, Patrick O'Connor, Tom Ohanian i Michael Phillips. Per a un desenvolupament continuat, Avid va rebre un Oscar que representa el premi científic i tècnic de 1998 pel concepte, disseny i enginyeria del sistema Avid Film Composer per a l'edició de pel·lícules en moviment.
El 2008, la versió 3 del programari Media Composer HD va introduir el maquinari DX, que es connecta mitjançant una placa d'interfície host PCIe. Amb aquest maquinari, el processament de formats alta resolució no comprimits és possible. A l'estiu de 2010 va aparèixer la versió 5, que funciona amb el maquinari Mojo de preu més baix o el professional, però considerablement més car amb el maquinari Nitris DX. Admet la importació de tots els formats de vídeo d'alta resolució actuals, ja que s'utilitza un còdec natiu: Avid DNxHD.
La versió 6.1 va introduir el AVID Broadcast Video Board (ABVB). La millor resolució assolible AVR 77 va ser àmpliament acceptada per les emissores de TV, tot i que s'ha comprimit dinàmicament i ha arribat a un màxim de 2/1.
Amb la versió 8, es va introduir el maquinari Meridien, que va permetre el processament de senyals SD sense comprimir.
Al juliol de 2009, American Cinema Editors (ACE) va anunciar que el Consell d'Administració de l'ACE havia reconegut el programari Avid Media Composer amb el primer Premi ACE per a l'excel·lència tècnica del Consell.

## Característiques
Media Composer facilita una sèrie de solucions que racionalitzen la postproducció proporcionant una gamma completa de capacitats de flux de treball, integrades perfectament en una solució senzilla. Amb les eines editorials creatives desenvolupades per Avid, l'emmagatzematge compartit i la gestió d'actius, Avid amb MediaCentral proporciona el rendiment, la seguretat i la funcionalitat que només un flux de treball realment integrat pot oferir. Tant si es fan pel·lícules, programes de televisió o comercials, hi haurà una solució per a qualsevol situació, necessitat i pressupost.
| Avid Media Composer | Avid Media Composer |
| ------------------- | --- |
| Qualitat            | SD, HD, Ultra HD, 2K, 4K i 8K.                                                                                                   |
| Fluxos de treball   | Desconnexió col·laborant amb editors localment.                                                                                  |
| Emmagatzematge      | Grans quantitats de suports definides amb programari fàcilment cercable.                                                         |
| Accés i revisió     | Suports basats en fitxers sense haver de copiar ni transcodificar els vídeos.                                                    |
| Eficiència          | Incorporació d'eines creatives Avid de tercers per als efectes visuals i la classificació del color en una plataforma integrada. |
| Difusió             | Contingut per a diversos dispositius i canals socials mitjançant fluxos de treball automatitzats.                                |
| Temps de preparació | Activament de la canalització de producció.                                                                                      |
| Còpia de seguretat  | Suports connectats als núvols.                                                                                                   |

## Funcionament
En termes genèric, sovint es tracta d'un teclat especial amb botons de colors utilitzats que distingeixen els grups de funcions individuals. Les dades d'imatge i so estan organitzades al sistema de manera que es pot fer un funcionament segur fins i tot amb grans quantitats de dades. Per a ús en emissores hi ha solucions de xarxa disponibles, que permeten accedir al material de vídeo des de diverses estacions de treball. Treballar eficaçment amb un sistema d'edició d' AVID sol ser només després d'un període d'entrenament, la durada del qual depèn dels coneixements previs de l'usuari. Diversos venedors de tercers proporcionen plugins que amplien els efectes i les capacitats de composició.

### Correcció del color
Essent un procés utilitzat en la il·luminació de l'escenari, fotografia, televisió i altres disciplines, la intenció dels quals és el d'alterar el color general de la llum. Normalment, el color de la llum es mesura en una escala coneguda com a temperatura de color, així com al llarg d'un eix verd-magenta ortogonal a l'eix de temperatura de color.
Sense gels de correcció de color, una escena pot tenir una barreja de diversos colors. L'aplicació de filtres de correcció de color davant les fonts de llum pot alterar el color de les diferents fonts de llum perquè coincideixin. A partir de la versió 7, Symphony va esdevenir una opció de pagament per a Media Composer; amb la versió 8, es va incloure amb llicències de subscripció mensuals i anuals.

Paleta bàsica de colors.

#### Monitors de correcció de color
D'esquerra a dreta, els tres monitors predeterminats de la finestra del compositor mostren la presa anterior, la presa actual i la següent. Això depèn d'on es trobi l'indicador de posició horària. Si està a la primera presa de la seqüència, el monitor anterior serà negre. Això també depèn de si la pista està activa, així que s'ha d'assegurar activar les pistes de vídeo per a què es detectin com a correctes.
En cap moment s'ha de mantenir la configuració dels monitors com anterior, actual i següent. Sempre s'ha de clicar a "anterior", "actual" o "següent" a la part superior dels monitors i es poden triar entre qualsevol dels llistats.

#### L'eina de correcció del color
L'eina de correcció de color té dues pestanyes: HSL i Corbes. Els dos fan essencialment el mateix, però de maneres diferents. HSL significa Hue, saturació i luminància. La pestanya HSL compta amb tres rodes de colors: ombres, tons interiors i elements destacats. Aquestes es poden aplicar fent ús damunt del símbol "+", al centre d'una roda de color. A mesura que s'arrosseguen, el color de les ombres, els tons mitjans o els ressaltats canviarà en funció de la roda de colorque s'hagi seleccionat. Això es pot veure a través del canvi al monitor actual i també al monitor RGB Parade si es manté totalment obert.

Diverses taules de colors per bloc en GIF.

En lloc de tres rodes de colors com en HSL, hi ha quatre gràfics a les corbes. Hi ha un gràfic per a vermells, verds, blaus i màsters que són els negres i blancs del tret. La línia que es troba en un angle de 45 graus depèn de si es fa click o si s'arrossega per canviar el color de la captura. Cada gràfic pot ajustar les ombres i el gran ventall de tonalitats que es poden percebre segons la correcció final.

#### Correcció automàtica del color
Per utilitzar una correcció totalment automàtica i bàsica pel seu ús bàsic, primer s'ha de seleccionar la icona <Contrast automàtic>. A continuació, s'haurà de mantenir pressionada la icona <Equilibri automàtic>. Si la pestanya Corbes està oberta, el contrast automàtic i el propi balanç de colors s'ajustaran automàticament els gràfics de Corbes. Si la pestanya HSL està oberta, les rodes de color HSL es canviaran automàticament. La modificació ha de ser continua segons la seva necessitat. Aquestes icones també es poden associar al teclat per corregir-ne encara més ràpidament els colors.
El contrast automàtic i l'equilibri automàtic funcionaran per a la majoria de les fotografies realitzades. Si un tret està massa il·luminat o subexposat, el contrast i l'equilibri automàtic no funcionen de la mateixa manera, canviarà depenent l'aplicació estilística de llums de la imatge.

### Symphony Option
Essent una de les funcions més importants i útils del programa, s'encarrega de corregir el color de manera professional i masteritza els projectes de manera més ràpid. Aquesta opció complementària s'inclou amb les subscripcions a Media Composer i està disponible com una opció de les subscripcions i llicències perpètues de Media Composer, per ampliar la paleta editorial amb nombroses eines creatives.
Estilitza les preses, defineix un estat d'ànim i, fins i tot, pot corregir el color amb noves i avançades eines de correcció de color basades en la forma. A més, masteritza projectes amb la màxima qualitat possible amb la possibilitat de lliurar en múltiples formats des d'una única font mestra.

#### Masterització

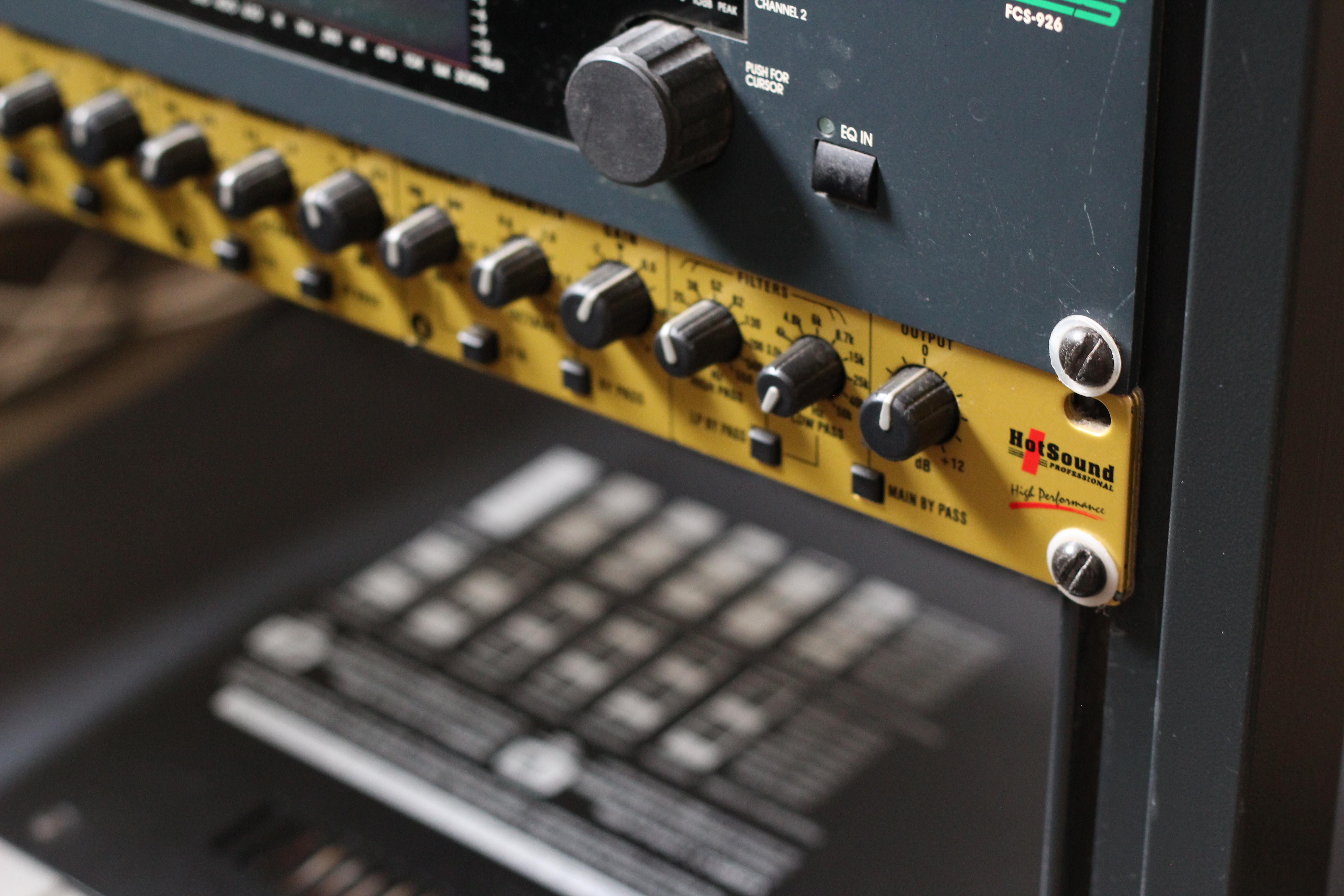
Equalitzador de so seguint un procés de masterització.

La masterització és l'últim pas d'una producció d'àudio abans de dur-se a una planta replicadora o a una distribució digital via internet, vídeo o altres mitjans. En termes genèrics, és el procés de preparar i transferir enregistraments de so, mitjançant mescles, a un mitjà final de distribució com un disc compacte, un DDP, WAVs, MP3s, etc. El programa ofereix emportar els continguts sense connexió a la manera en línia i exporta directament les masteritzacions en alta resolució.
Un altre aspecte important de la masterització és el control del rang dinàmic. Aquest és la diferència entre els passatges baixos i els forts en un tema musical. Cada gènere musical té diferent rang dinàmic. Per exemple, la música clàssica té un rang dinàmic alt. Té passatges molt suaus i pot arribar a altres molt forts. El Rock dur sovint té un rang dinàmic baix, el so és potent i tots els instruments fan l'efecte d'estar constantment a tot volum.

#### Control de correcció
Ajusta els plànols mitjançant la correcció de color animada i basada en la forma, a més de la compatibilitat amb el processament de RGB en HD 4:4:4. En aquest esquema no hi ha submostreig dels senyals components de crominància, les quals tenen la màxima resolució. Els formats de vídeo professionals com el HDCAM SR permeten gravar vídeo sota l'esquema 4: 4: 4, en l'espai de color RGB, a través de la doble connexió HD-SDI i també apareix en les targetes gràfiques dels computadors. Aquesta notació també pot fer referència als components abans del submostreig i a l'esquema aplicat en l'espai de color, el qual s'utilitza en postproducció cinematogràfica.

#### Mastering Universal
Generalment, els tractaments amb connectors es fan amb connectors propietaris, permetent mantenir la integritat del so i evitar dithering. Aquest problema pot arribar a emprar-se creant la il·lusió de profunditat de color en imatges amb una paleta de colors limitada per la que s'haurà de reduir notablement el color. Fins i tot l'últim pas, la qual cosa no permet el protocol VST, els programes de masterització són molt diferents al prootools o el logic audio en el sentit que no baixen la resolució, això fa que en uns aspectes siguin més limitats que els programes de producció musical perquè demanen molta més potència de càlcul.

## Protecció del programari

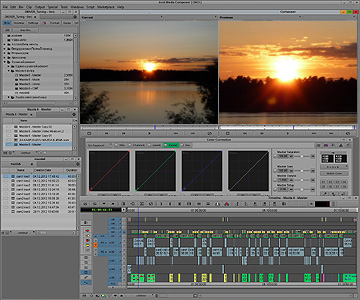
Interfície àmplia del compositor de suports.

El programari s'acostuma a protegir-se mitjançant un disquet lligat a la placa TrueVista de NuBus. El que significa que si es substitueix el tauler, apareix un de nou amb la mateixa interfície, i posteriorment amb claus USB. A partir de la versió 3.5, el dongle és opcional i els usuaris existents podran optar per utilitzar l'activació de programari o continuar fent servir els seus dongles, mentre que les noves llicències es venen exclusivament amb l'activació de programari.
El programari s'envia amb instal·ladors tant per a Mac OS com per a Windows i es pot instal·lar físicament en diversos equips, permetent a l'usuari moure la llicència de programari entre sistemes o plataformes segons el mètode de llicència. El control de mitjans és robust i sòlid, així que es poden controlar tots els arxius, incloent OP1a, sabent que no es desconnectaran. Tot i que els projectes vagin canviant i durin molts mesos o, fins i tot, anys.